# Kolkata Knight Riders

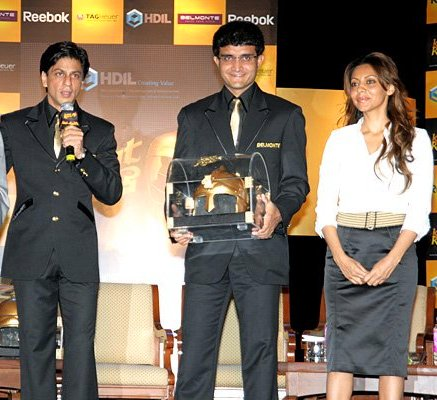
Sourav Ganguly con el símbolo de los Kolkata Knight Riders, flanqueado por Shahrukh Khan a la izquierda y Gauri Khan a la derecha.

Kolkata Knight Riders (KKR) son un equipo de críquet de franquicia que representa a la ciudad de Calcuta en la Liga Premier de India. La franquicia es propiedad del actor de Bollywood Shahrukh Khan, la actriz Juhi Chawla y su cónyuge Jay Mehta. El hogar de los Knight Riders es el icónico estadio Eden Gardens.
La franquicia, que ha ganado una inmensa popularidad debido a su asociación con dueños de celebridades, se clasificó para los playoffs de la IPL por primera vez en 2011. Se convirtieron en campeones de la IPL en 2012, al derrotar a Chennai Super Kings en la final. Repitieron la hazaña en 2014, derrotando a Kings XI Punjab. Los Knight Riders tienen el récord de la racha ganadora más larga de cualquier equipo indio en T20 (14).
El principal anotador de carreras del lado es Gautam Gambhir, mientras que el principal portador de wicket es Sunil Narine. El tema oficial del equipo es Korbo, Lorbo, Jeetbo Re (¡actuaremos, lucharemos y ganaremos!) y los colores oficiales son el morado y el dorado. El valor de marca de Knight Riders se estimó en $ 104 millones en 2018, el segundo más alto entre las franquicias IPL. En 2019, su valor se estimó en ₹629 crore (US $ 88 millones).